# Joe Gill

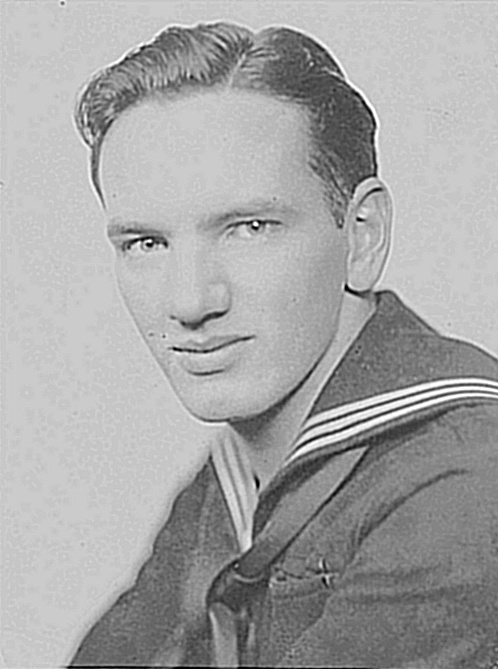
Joe Gill als Navy-Angehöriger

Joseph „Joe“ Gill; Pseudonyme Tom Tuna, Jack Daniels, Johnny Walker (* 13. Juli 1919 in Scranton, Pennsylvania; † 17. Dezember 2006 in Seymour, Connecticut) war ein US-amerikanischer Comicautor.

## Leben und Arbeit
Gill begann in den frühen 1940er Jahren als Autor für den New Yorker Comicverlag Timely Comics zu arbeiten. Zeitgleich verfasste er zahlreiche Geschichten für das Studio Funnies Inc., das seine Geschichten nicht selbst veröffentlichte, sondern sie an andere Verlage weiterverkaufte. 
Nach der Teilnahme am Zweiten Weltkrieg, den er am pazifischen Kriegsschauplatz erlebte, begann Gill gemeinsam mit seinem Bruder Ray Gill und seinem Freund Mickey Spillane als freischaffender Autor zu arbeiten.
Da – wie zu dieser Zeit allgemein üblich – die meisten von Gills frühen Arbeiten ohne Angabe des Autors erschienen, ist die Erstellung einer vollständigen Bibliographie seiner Arbeiten nur sehr schwer möglich und steht bislang aus. Die früheste, definitiv aus Gills Feder stammende Geschichte ist dabei die in Target Comics #11 veröffentlichte Story Following Orders im Januar 1948.
Nachdem Gill in den frühen Jahren seiner Karriere vor allem Superhelden-Geschichten produziert hatte, legte er in den späten 1940er und frühen 1950er Jahren vor allem Arbeiten für Comic-Genres wie Teen-Humor und Western vor, die zumeist bei Timely erschienen.
Danach wurde allmählich der in Derby, Connecticut, ansässige Verlag Charlton Comics zu Gills neuem Hauptarbeitgeber. Für Charlton skriptete Gill als Stabszeichner in den folgenden dreißig Jahren einige hundert Comicgeschichten. Sein Arbeitsschwerpunkt waren dabei zunächst Liebes-, Western- und Horrorcomics, später dann vor allem wieder Superhelden- und Science-Fiction-Comics. Für Charlton schuf Gill Figuren bzw. Serien wie Zaza the Mystic, Judo Master, Peacemaker und Captain Atom (mit Zeichner Steve Ditko), den er erstmals in Space Adventures #30 vom März 1960 vorstellte. Des Weiteren verfasste er Geschichten für weitere, nicht von ihm selbst geschaffene, Serien wie Blue Beetle, Konga und Gorgo. Ein häufiger Partner in dieser Zeit war Zeichner und Tuscher Dick Giordano.
Für DC-Comics verfasste Gill, parallel zu seinen Arbeiten für Charlton, auf Vermittlung Giordanos, inzwischen Redakteur bei DC, Hefte für Serien wie Sea Devils und Hot Wheels. Gemeinsam mit John Byrne schuf er die Serie Doomsday + 1 (1976–1977). 
Gill starb 2006, nachdem er seine Frau und seinen Sohn überlebt hatte, in einem Altersheim in Seymour.

## Auszeichnungen
Für seine Arbeit als Autor wurde Gill 1974 mit dem Shazam Award in der Kategorie als „Bester Autor“ ausgezeichnet.
| Personendaten    | Personendaten                                                                              |
| ---------------- | ------------------------------------------------------------------------------------------ |
| NAME             | Gill, Joe                                                                                  |
| ALTERNATIVNAMEN  | Gill, Joseph; Tuna, Tom (Pseudonym); Daniels, Jack (Pseudonym); Walker, Johnny (Pseudonym) |
| KURZBESCHREIBUNG | US-amerikanischer Comicautor                                                               |
| GEBURTSDATUM     | 13. Juli 1919                                                                              |
| GEBURTSORT       | Scranton, Pennsylvania                                                                     |
| STERBEDATUM      | 17. Dezember 2006                                                                          |
| STERBEORT        | Seymour, Connecticut                                                                       |